# Christoph Wendt

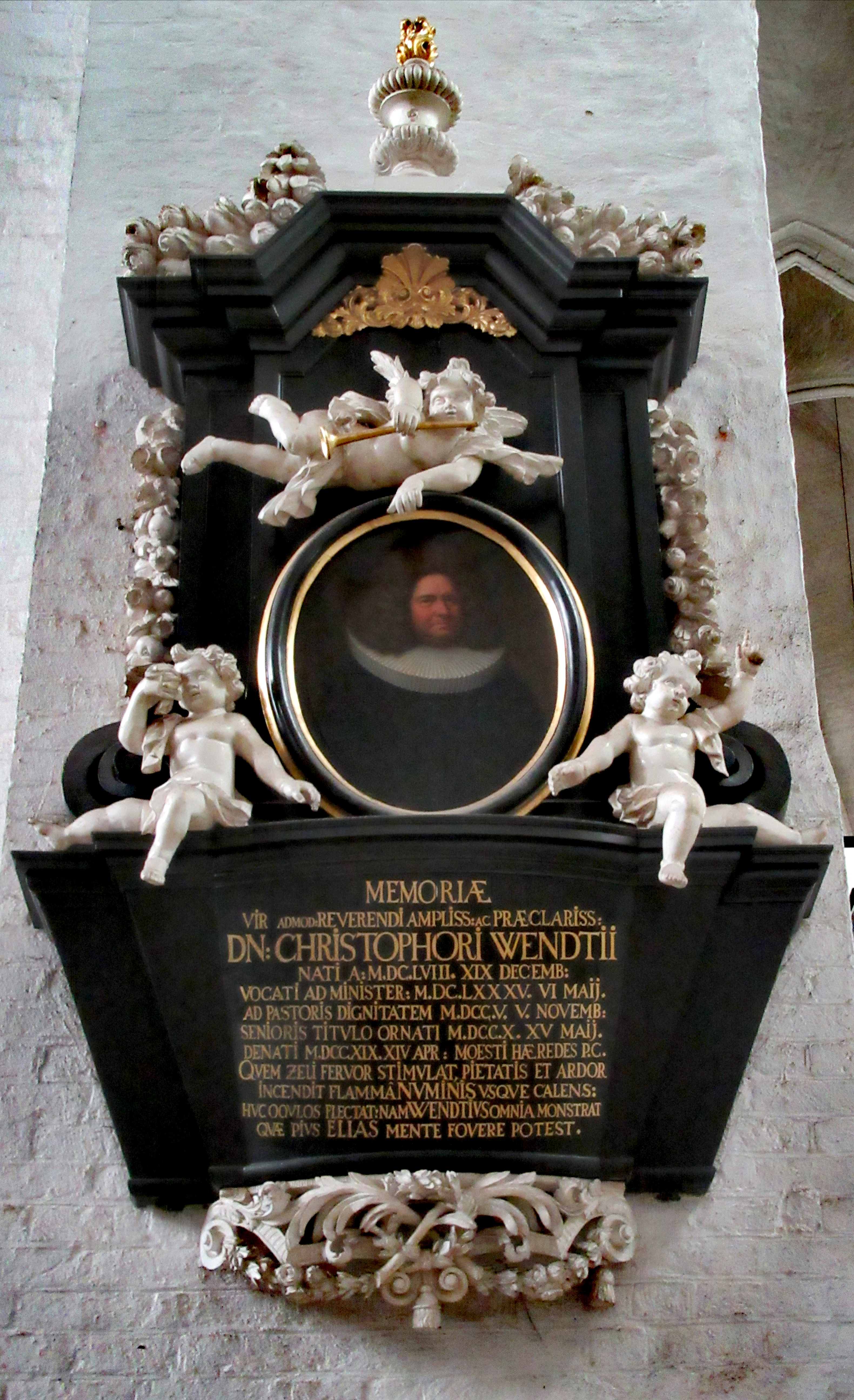
Epitaph für Christoph Wendt im Lübecker Dom

Christoph Wendt, auch Wend (* 19. Dezember 1658 in Lübeck; † 14. April 1719 ebenda) war ein deutscher evangelisch-lutherischer Geistlicher und Senior des Geistlichen Ministeriums in Lübeck.

## Leben
Christoph Wendt stammte aus einer Pastorenfamilie. Sein Vater Joachim Wendt (* 1619 in Rostock; † 1684) war seit 1647 Pastor am Lübecker Dom; seine Mutter Christine, geb. Helms, war die Tochter des Seniors und Pastors der Petrikirche Adam Helms.
Er besuchte das Katharineum zu Lübeck und wurde schon im Juni 1670 als Elfjähriger an der Universität Rostock immatrikuliert. Er studierte jedoch nicht hier, sondern ab 1678 an der Universität Gießen, wo er bei Bartholomäus Botsack wohnte. 1679 ging er an die Universität Straßburg, wo er Schüler und Hausgast von Sebastian Schmidt war. Hector Gottfried Masius war sein „Stubengesell“. Mit ihm reiste er 1680 nach Tübingen und Stuttgart und danach über Ulm nach Lindau und weiter nach Basel, wo er Johann Jakob Buxtorf besuchte. Zurück in Straßburg war er im Mai 1681 Respondent einer Disputation unter dem Vorsitz von Sebastian Schmidt und graduierte als Magister.
Im Sommer und Herbst 1681 kehrte er über Heidelberg, Nimwegen, Dordrecht, Rotterdam, Delft, Den Haag, Amsterdam, Utrecht, Leiden und Bremen nach Lübeck zurück. Er unterzog sich dem Theologischen Examen unter dem Superintendenten Samuel Pomarius und wurde Kandidat des Geistlichen Ministeriums. Für 18 Monate ging er nach Kiel, wo er seine Studien fortsetzte und Assistent von Gabriel Wedderkop war.
1683 kam er nach Lübeck zurück. Am 6. Mai 1685 wurde er zum Prediger am Dom berufen, wobei er auch für die St.-Jürgen-Kapelle und die St.-Annen-Kirche zuständig war. Am 5. November 1705 wurde er als Nachfolger von Hermann Lebermann (Haupt)pastor am Dom und am 15. Mai 1710 als Nachfolger von Johann Peter Stein Senior des Lübecker Geistlichen Ministeriums.
Er war seit 1685 verheiratet mit Anne Charitas († 1715), geb. Stockmann, einer Tochter des Mediziners Paul Joachim Stockmann (1627–1688) und Enkelin von Joachim Stockmann und August Varenius. Das Paar hatte zwei Töchter, darunter Anne Charitas, die den Pastor an St. Jakobi Christoph Rohn heiratete, und zwei Söhne: August Joachim Wendt, der ihm als Pastor am Dom folgte, und Joachim Christopher Wendt, dessen Album amicorum mit Einträgen aus den Jahren 1713–1716 in der Universitätsbibliothek Kiel erhalten ist.
Nach seinem Tod verfasste der Archidiaconus am Dom, Hermann Blatz, eine deutsche und Johann Henrich von Seelen eine lateinische Gedenkschrift.

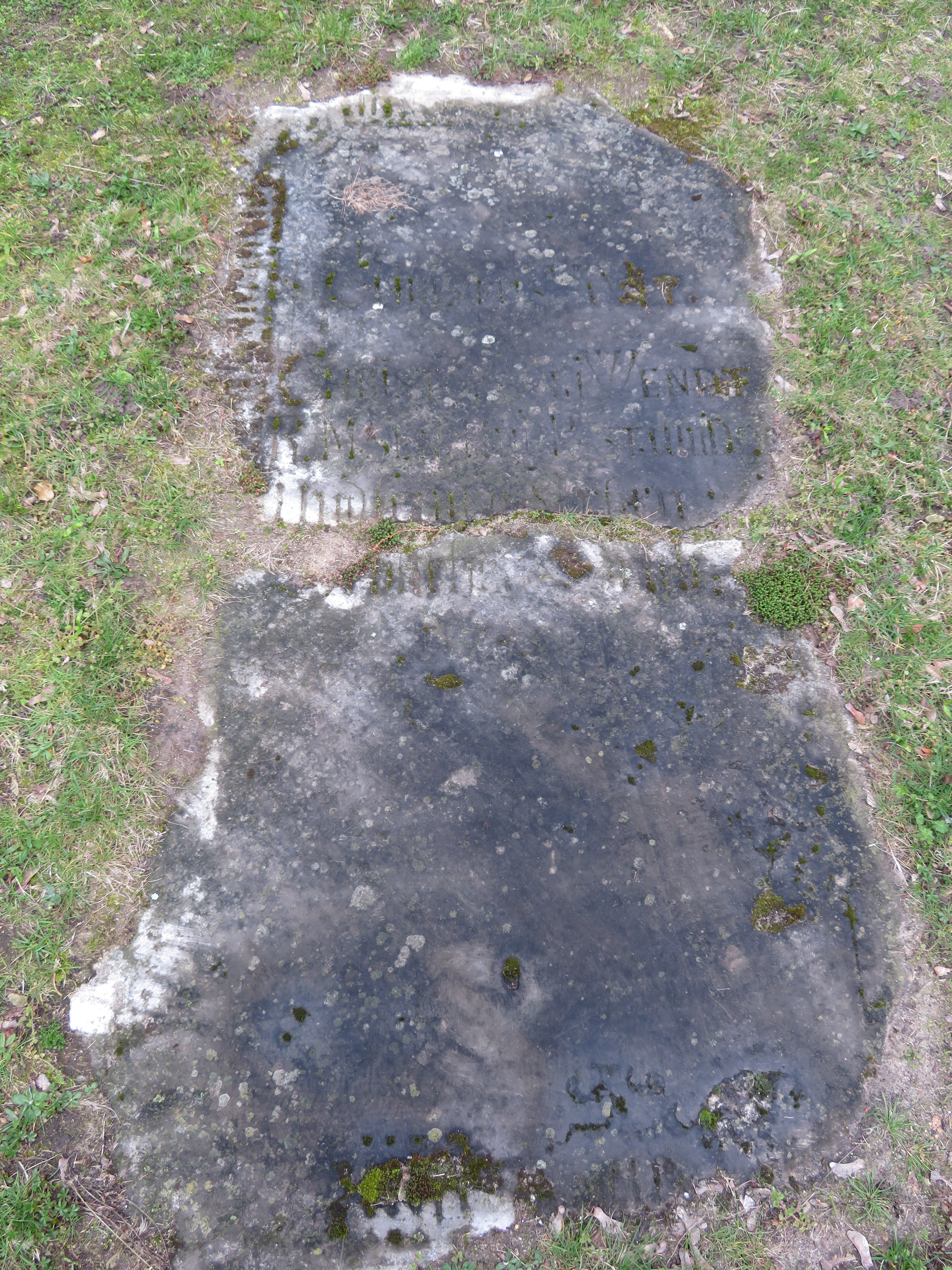
Grabplatte

An ihn erinnert ein erhaltenes hölzernes Epitaph an der Ostseite des zweiten nördlichen Langhauspfeilers im Dom mit seinem Porträt und einer lateinischen Inschrift. Seine Grabplatte wurde als Zweitverwendung eines älteren Steins im Dom nach dem Tod seiner Ehefrau 1715 bearbeitet. Sie befindet sich seit der Zeit des Wiederaufbaus nach dem Zweiten Weltkrieg im Rasen südlich des Domchors und ist zerbrochen.

## Schriften
- Disputatio Theologica De Obsignatione Fidelium Interna : Ex Ephes. I. vers. 13. 14. / Quam ... Sub Praesidio ... Dn. Sebast. Schmidii, SS. Theol. ... Solenni Eruditorum Examini Ad d. Maii. Anno MDCLXXXI. sistit Christophorus Wendt. Lubecensis. Argentorati: Spoor 1681